# Deportivo Dongu
El Deportivo Dongu F.C., anteriormente llamado Deportivo Gladiadores es un club de fútbol que participa en la Segunda División de México.

## Historia

### Deportivo Gladiadores
El equipo debutó en 2015, su primer partido oficial fue ante Patriotas de Córdoba, donde empataron a 2 tantos, pero perdieron el punto extra en penales 6-5, en la fecha 2 tuvieron un descanso.
Poco después, tuvieron muy buenos resultados, terminando 6.º de la clasificación general, y todo gracias, a su goleador, Santiago López Mar, que se coronó campeón de goleo con 14 tantos.
Para el siguiente torneo, sufrieron bajas varias, la más importante, la de su goleador Santiago López Mar que se fue al Reynosa F.C., y debido a eso, tuvieron una mala campaña, con solo 2 triunfos, y teniendo 8 derrotas.
El 29 de mayo de 2019 se anunció la desaparición del Deportivo Gladiadores, siendo sustituido por un nuevo equipo llamado Deportivo Dongu F.C. 

### Deportivo Dongu
El mismo día, el equipo se refundó como Deportivo Dongu, manteniendo la sede, el plantel y el cuerpo técnico de los Gladiadores. Pero con un cambio de identidad y de colores. El club continuará militando en la Serie B a partir de la temporada 2019-2020 tomando el lugar del equipo que sustituye.
A partir del campeonato 2020-21, juegan en la Liga Premier Serie A. En el Torneo Clausura 2023 el equipo consiguió calificar a la liguilla por primera vez en su historia. 
Para la temporada 2023-24 el equipo regresó a jugar en la Liga Premier Serie B sin conocerse las razones por las que la directiva tomó esa decisión.

## Instalaciones
Deportivo Dongu juega como local en el Estadio Los Pinos localizado en Cuautitlán, Estado de México, el escenario tiene una capacidad de 5 000 espectadores.

## Uniforme

### Uniformes anteriores
- 2021-2022

| Primer Uniforme | Segundo Uniforme |

- 2020-2021

| Primer Uniforme | Segundo Uniforme |

## Temporadas
Deportivo Gladiadores
Deportivo Dongu
| Temporada     | División          | Posición                |
| ------------- | ----------------- | ----------------------- |
| 2019-20       | 4.Segunda Serie B | 12.º                    |
| 2020-21       | 3.Segunda Serie A | 8.º Grupo II            |
| Apertura 2021 | 3.Segunda Serie A | 10.º Grupo II           |
| Clausura 2022 | 3.Segunda Serie A | 12.º Grupo II           |
| Apertura 2022 | 3.Segunda Serie A | 8.º Grupo III           |
| Clausura 2023 | 3.Segunda Serie A | 4.º Grupo III (Cuartos) |
| 2023-24       | 4.Segunda Serie B | 14.º                    |

### Filial
Deportivo Dongu "B"
| Temporada | División            | Posición       |
| --------- | ------------------- | -------------- |
| 2020-21   | 5. Tercera División | 14.º Grupo VII |
| 2021-22   | 5. Tercera División | 12.º Grupo V   |